# Die Welt
A Die Welt (magyarul a. m. A világ) országos német napilap és az Axel Springer Részvénytársaság tulajdona. A második világháború után alapították a brit zónában, Hamburgban és 1946. április 2-án jelent meg először, majd 1953-ban Axel Springer megvásárolta. A lap polgári-konzervatív. Gazdasági témákban egyértelműen liberális beállítottságú, a napilapnak Berlinben és Hamburgban különszáma jelenik meg, 1997 és 2002 között Brémában is és 2002-ben rövid időre Bajorországban is. A napilap és a vasárnapi különkiadás (Die Welt am Sonntag) szerkesztősége Berlinben található, itt készül a Berliner Morgenpost című újság is. Az újságot a világ 130 országában árulják, a lap fő konkurensei a Frankfurter Allgemeine Zeitung, a Süddeutsche Zeitung és a Frankfurter Rundschau.
A külön kimutatás nélküli Welt kompakt című lapváltozattal együtt az újság eladott példányszáma 256 185. A Die Welt a European Dailies Alliance (EDA) alapító tagja, amelynek keretében jelenleg a Daily Telegraph, Le Figaro és az ABC című újságokkal működik együtt a külföldi híradások területén. Az újság honlapja 1995-ben indult, ahol minden azóta megjelent cikk ingyen lehívható. 1998 őszén indult a heti irodalmi melléklet, amelyet az 1925-ben Willy Haas alapította irodalmi magazin „Die Literarische Welt” után neveztek el.

## Története
A Die Welt először 1946. április 2-án jelent meg, ekkor 20 Pfennigbe került. Az újság koncepciója volt, hogy a tényeket és a kommentárokat különös gonddal elválasztották, a vezércikkekben ellentétes nézőpontok jutottak szóhoz. Rudolf Küstermeier az 1946 óta hivatalban lévő főszerkesztő, a bergen-belseni koncentrációs tábor foglya volt, SPD-párttag. A lap többször ütközött a brit megszálló hatalom hivatalával, mert ők a lapot saját PR-céljaikra akarták felhasználni. Az 1952-es eladása előtt a lap egymillió példányszámban jelent meg, ezért az eladáskor természetesen sok jelentkező volt. Axel Springer két millió márkáért vásárolta meg a lapot. Az első Springer-főszerkesztő a jobboldali konzervatív Hans Zehrer volt (aki 1946-ban már rövid időre a lap élén állt, és akit a múltja miatt a britek eltávolítottak). Ő alakította az egykoron liberális újságot „nagy nemzeti lappá”, ahogyan ez 1965-ben már a címlapon is önmegjelöléssé vált. Olyan szerzők mint Ilse Elsner, Sebastian Haffner és Erich Kuby nem írtak többé a lapnak. Helyettük írtak Winfried Martini, Friedrich Zimmermann vagy a nemzetiszocialista külügyminisztérium egykori sajtófőnöke Paul Karl Schmidt aliasz Paul Carell, akt 1958-tól 1979-ig fogalmazott a Welt számára. Az 1968-as németországi tiltakozó megmozdulások idején Axel Springer és a Welt is a kritika középpontjába kerültek. A főszerkesztőség 1993-ban költözött Hamburgból Berlinbe.